# CONCACAF
CONCACAF (the Confederation of North, Central American and Caribbean Association Football) er en sportsorganisation for nationale fodboldforbund fra et område bestående af Nordamerika, Mellemamerika og Caribien. Tre sydamerikanske fodboldforbund fra Guyana, Surinam og Fransk Guiana er imidlertid også medlemmer af CONCACAF til trods for, at de med deres geografiske placering i stedet burde være medlem af CONMEBOL.

## Organisation og historie
CONCACAF i den nuværende form blev grundlagt i den 18. september 1961 i Mexico City og blev senere på året officielt anerkendt af FIFA som en af dets seks regionale konføderationer. Deres administrative hovedsæde er beliggende i New York City (USA) og dens nuværende præsident siden 1990 er Jack Austin Warner (fra Trinidad og Tobago), som samtidig er en af FIFAs syv vicepræsidenter. Organisationens primære funktion er at arrangere turneringer for henholdsvis lands- og klubhold samt arrangere kvalifikationsturneringer til VM i fodbold.
Før CONCACAFs grundlæggelse var fodbold i regionen opdelt i mindre regionelle divisioner, hvor de to daværende hovedforbund var Confederacion Centroamericana y del Caribe de Futbol (CCCF, grundlagt i 1938) og North American Football Confederation (NAFC, grundlagt i 1946). CCCF fusionerede med NAFC og dannede CONCACAF i 1961. Organisationen var i en periode (fra december 1999 til den 30. april 2004) også kendt under navnet The Football Confederation (eller Confederación de Fútbol) i forbindelse med introduktionen af en ny hjemmeside og udskiftning af det tidligere logo, som havde været i brug siden stiftelsen. 4½ år efter bliver det midlertidige navn og den nye visuelle identitet dog skrottet, da organisationens nuværende logo præsenteres under XXIV Ordinary Congress of The CONCACAF i Grenada.
Man anerkender tre unioner, som de nationale fodboldforbund, der geografisk ligger i den samme zone, har dannet; Unión Centroamericana de Fútbol (UNCAF) repræsenterer syv mellemamerikanske nationale fodboldforbund (Belize, Costa Rica, El Salvador, Guatemala, Honduras, Nicaragua og Panama), North American Football Union (NAFU) repræsenterer tre nordamerikanske fodboldforbund (Canada, Mexico og USA), mens Caribbean Football Union (CFU) repræsenterer 30 caribiske fodboldforbund under CONCACAF. Organisationens samlede medlemsliste (pr. marts 2007) tæller de nationale fodboldforbund fra nedenstående 40 lande:
| NAFU - Canada (CSA) - Mexico (FEMEXFUT) - USA (USSF) UNCAF - Belize (FFB) - Costa Rica (FCF) - El Salvador (FSF) - Guatemala (FNFG) - Honduras (FENAFUTH) - Nicaragua (FNF) - Panama (FPF) CFU - Amerikanske Jomfruøer (USVISF) - Anguilla (AFA) - Antigua og Barbuda (ABFA) - Aruba (AVB) - Bahamas (BFA) - Barbados (BFA) - Bermuda (BFA) - Britiske Jomfruøer (BVIFA) | - Cayman-øerne (CIFA) - Cuba (AFC) - Dominica (DFA) - Dominikanske Republik (FDF) - Fransk Guiana1 (LFG²) - Grenada (GFA) - Guadeloupe1 (LGF²) - Guyana (GFF) - Haiti (FHF) - Hollandske Antiller (NAVU) - Jamaica (JFA) - Martinique1 (LFM²) - Montserrat (MFF) - Puerto Rico (FPF) - Saint Kitts og Nevis (SKNFA) - Saint Lucia (SLNFU) - Saint-Martin1 (CFIN²) - Saint Vincent og Grenadinerne (SVGFF) - Sint Maarten1 (SMSA) - Surinam (SVB) - Trinidad og Tobago (TTFF) - Turks- og Caicosøerne (TCIFA) |

## CONCACAF turneringer
| Landshold: - CONCACAF Gold Cup - CONCACAF Women's Gold Cup (kvinder) - CONCACAF U20 Tournament - CONCACAF Women's U20 Tournament (kvinder) - CONCACAF U17 Tournament - CONCACAF Men Pre-Olympic Tournament - CONCACAF Women Pre-Olympic Tournament (kvinder) - UNCAF Nations Cup (Mellemamerika) - Caribbean Cup (Caribien) - CONCACAF Beach Soccer Championship (strandfodbold) Tidligere turneringer: - CCCF Championship (1941-1961) - NAFC Championship (1947, 1947, 1990, 1991) | Klubhold: - CONCACAF Champions' Cup - UNCAF Club Tournament (Mellemamerika) - CFU Club Championship (Caribien) - North American SuperLiga (USA/Canada og Mexico) Tidligere turneringer: - CONCACAF Cup Winners' Cup (1991-1998) - CONCACAF Giants Cup (2001) |

## CONCACAF-hold ved VM
Følgende CONCACAF-hold kvalificerede sig til VM i fodbold for herrer og kvinder (kun de officielle):
FIFA World Cup:
| Uruguay 1930:           | Mexico og USA                                 |
| Italien 1934:           | USA                                           |
| Frankrig 1938:          | Cuba                                          |
| Brasilien 1950:         | Mexico og USA                                 |
| Schweiz 1954:           | Mexico                                        |
| Sverige 1958:           | Mexico                                        |
| Chile 1962:             | Mexico                                        |
| England 1966:           | Mexico                                        |
| Mexico 1970:            | El Salvador og Mexico                         |
| Vesttyskland 1974:      | Haiti                                         |
| Argentina 1978:         | Mexico                                        |
| Spanien 1982:           | El Salvador og Honduras                       |
| Mexico 1986:            | Canada og Mexico                              |
| Italien 1990:           | Costa Rica og USA                             |
| USA 1994:               | Mexico og USA                                 |
| Frankrig 1998:          | Jamaica, Mexico og USA                        |
| Sydkorea og Japan 2002: | Costa Rica, Mexico og USA                     |
| Tyskland 2006:          | Costa Rica, Mexico, Trinidad og Tobago og USA |
| Sydafrika 2010:         | Honduras, Mexico og USA                       |
| Brasilien 2014:         | Costa Rica, Honduras, Mexico og USA           |
| Rusland 2018:           | Costa Rica, Mexico og Panama                  |

FIFA Women's World Cup:
| Kina 1991:     | USA                               |
| Sverige 1995:  | Canada og USA                     |
| USA 1999:      | Mexico og USA                     |
| USA 2003:      | Canada og USA                     |
| Kina 2007:     | Canada og USA                     |
| Tyskland 2011: | Canada, Mexico og USA             |
| Canada 2015:   | Canada, Mexico, Costa Rica og USA |